# تیمو جوتیلا
تیمو جوتیلا (انگلیسی: Timo Jutila؛ زادهٔ ۲۴ دسامبر ۱۹۶۳) بازیکن هاکی روی یخ اهل فنلاند است.